# 宇治橋 (宇治市)

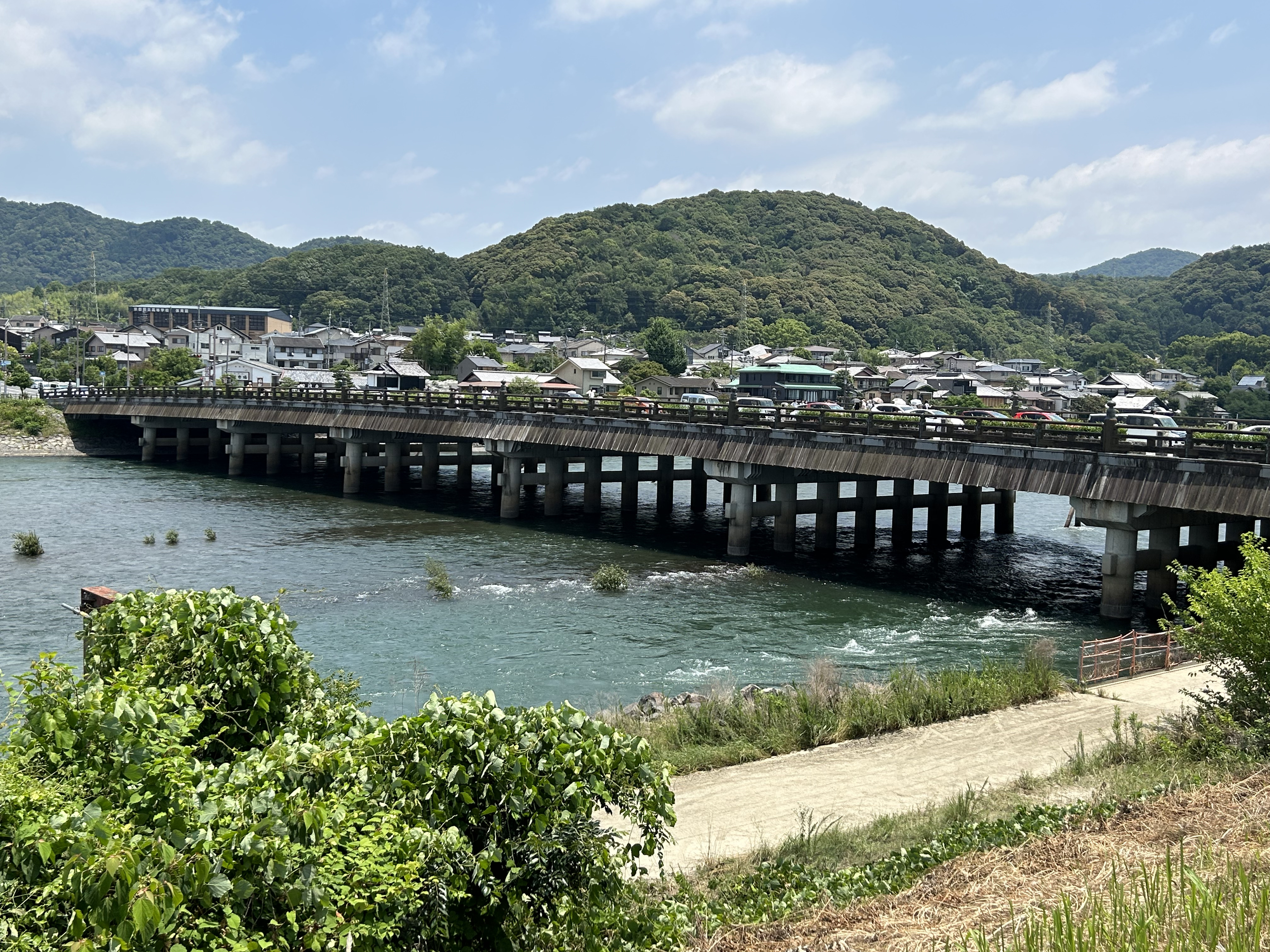
宇治橋

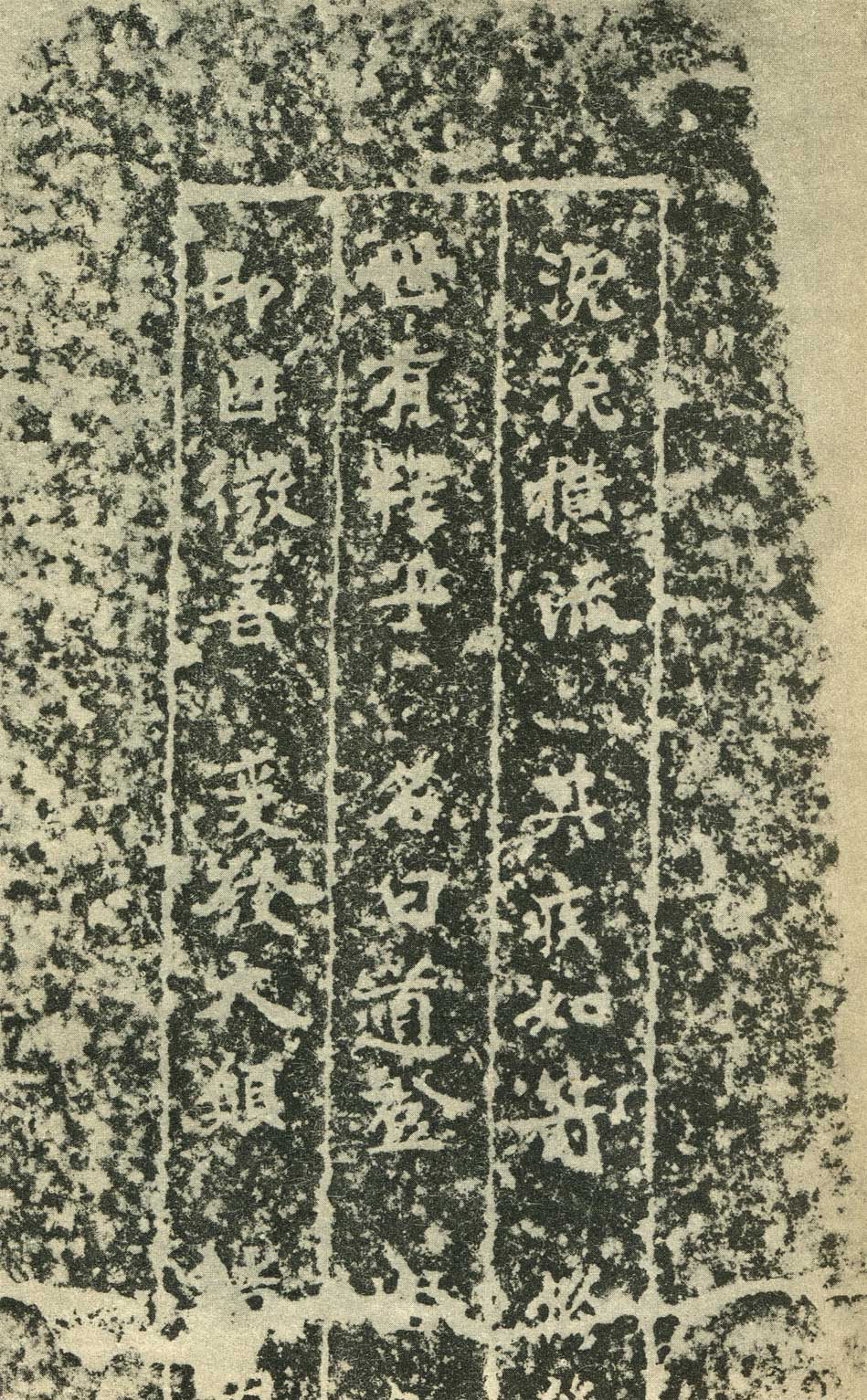
宇治橋断碑碑文

宇治橋（うじばし）は、646年（大化2年）に初めて架けられたという伝承のある、京都府宇治市の宇治川に架かる橋である。

## 最古の橋
「瀬田の唐橋」と「山崎橋」と共に、日本三古橋の一つに数えられる。宇治橋のいわれは、東詰の橋寺放生院にある「宇治橋断碑」に刻まれている。断碑の上半分は、奈良時代のものと言われ、江戸時代に境内から掘り出され、下部を補ったものである。その断碑には、宇治橋を架けたのは僧道登とあり、続日本紀には道昭だと記されている。
松村博は『日本霊異記』に道登が宇治橋を架けたのは大化2年（646年）と伝えられていること、道昭は舒明天皇元年（629年）生まれで白雉4年（653年）に遣唐使に随って留学して斉明天皇6年（661年）に帰国して以降に各地を巡って橋を架けたと伝えられていること、壬申の乱の一因として大海人皇子（後の天武天皇）を押さえるために近江朝廷が宇治橋を押さえて近江京と飛鳥京の交通を遮断したことが挙げられていることから、道登が大化年間に民間や地元豪族の協力を受けて宇治橋を架けたものの後に洪水などで流出し、天智天皇が大津宮に遷都した頃に近江朝廷の支援を受けて道昭が大津と飛鳥を結ぶ官道に相応しい宇治橋を架けた（このため、民間事業であった道登の業績は記録されなかった）と推測している。同時に道登も道昭も多くの人々を社会事業に参加させることで仏縁にあずからしめる「作善」を目的とした架橋であった点では共通しており、その考えは道昭の弟子である行基らに受け継がれたとする。
『延喜式』には、「宇治橋ノ敷板、近江国十枚、丹波国八枚、長サ各三丈、弘サ一尺三寸、厚サ八寸」とある。

## 物語中の宇治橋
宇治橋は古今和歌集や紫式部の源氏物語に登場する。
また、能の「鉄輪」で登場する橋姫伝説でも有名である。
橋の東詰には、狂言の「通圓」もモデルとなった通圓茶屋がある。また、この茶屋は、小説「宮本武蔵」に登場することでも有名である。また、1995年（平成7年）6月に場所を移転した京阪宇治駅も、橋の東詰にある。

## 戦国時代の宇治橋
弘治2年（1556年）に三好長慶の家臣で松永久秀の弟である松永長頼によって新造されている。

## 現在の宇治橋
現在の橋は、1996年（平成8年）3月に架け替えられたもので、長さは155.4m、幅25mある。桧造りの高欄は、橋の姿が宇治川の自然や橋周辺の歴史遺産と調和するように、擬宝珠を冠した木製高覧という伝統的な形状を使用している。なかでも歴史を象徴する上で材質が重要である事から、強度の高い檜を使用してある。この改築で、現存する最古の1636年（寛永13年）の刻印がある擬宝珠の、形状と大きさに合わせてある。なお、宇治橋の擬宝珠を確認できる最古の作品は鎌倉時代後期に描かれた石山寺縁起である。

## 三の間
上流側には張り出した場所を設けてあり、これは橋の守り神である橋姫を祀る、「三の間」である。宇治橋のたもとにある通圓茶屋は1160年創業で、江戸時代のガイドブック「宇治川両岸一覧」にも描かれている茶店で、茶人としても知られる豊臣秀吉が千利休に作らせたと言われる釣瓶がある。そして通圓はこの三の間で水を汲み上げ、毎朝やってくる秀吉の使いの者に伏見城まで届けさせた。毎年10月に行われる「茶まつり」では、秀吉の故事にならってここから水を汲みお茶をたてる。現代においては、汲み上げた水は伏見城ではなく、曹洞宗の禅寺・興聖寺へと届けられる。

### 観光
- 宇治市源氏物語ミュージアム
- 宇治上神社
- 三休庵宇治茶資料館
- 宇治川太閤堤跡 - 秀吉が宇治川に沿って作らせた堤防。平成19年の発掘調査で発見。見つかったのは85mだが、これが伏見まで続いていたとされる。
- 大吉山展望台
- 天ヶ瀬吊り橋
- 天ヶ瀬ダム
- 朝日焼窯芸資料館
- 茶業センター
- 宇治市歴史資料館
- 宇治市総合野外活動センター

## 宇治橋画像

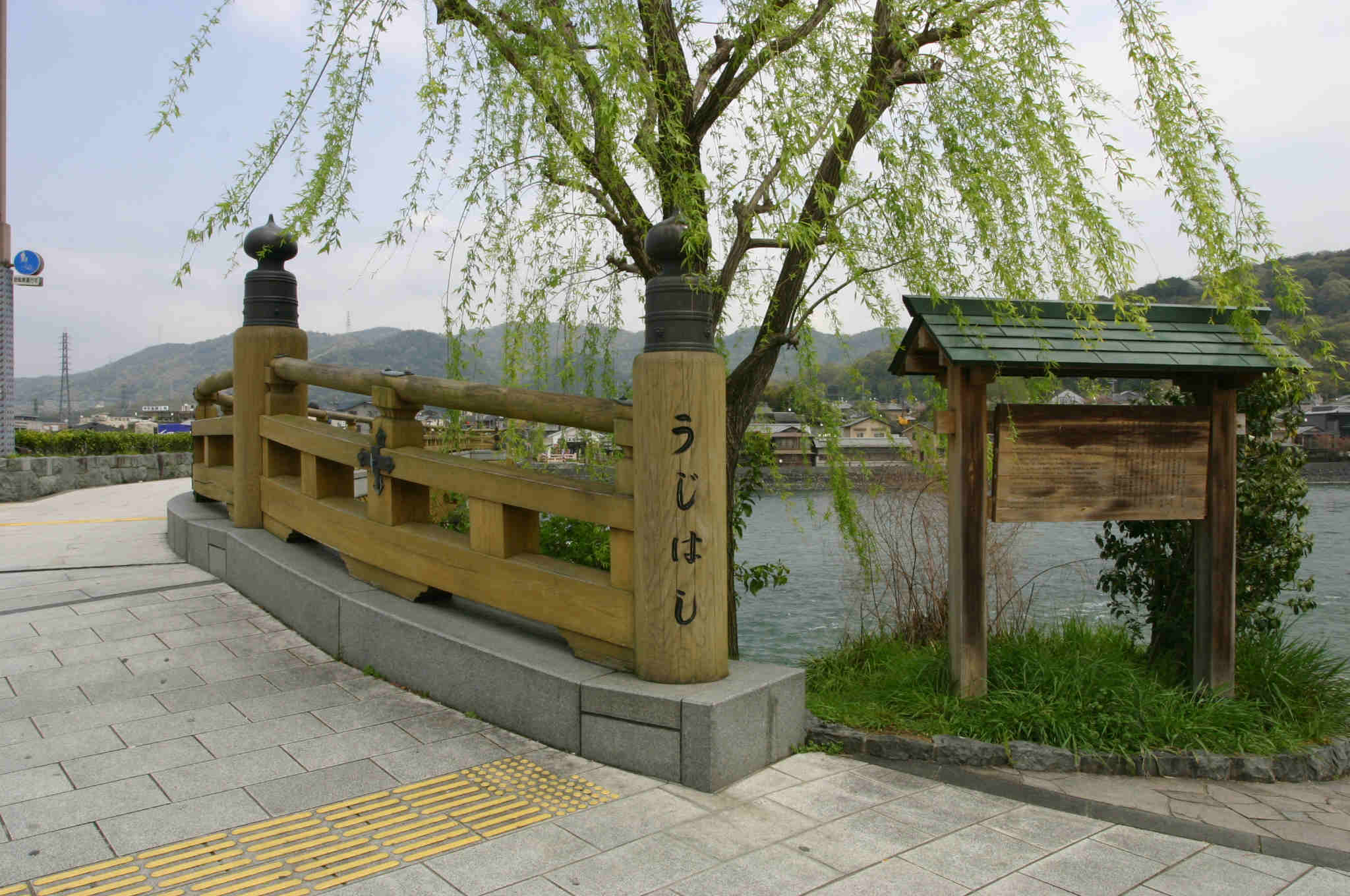
宇治橋
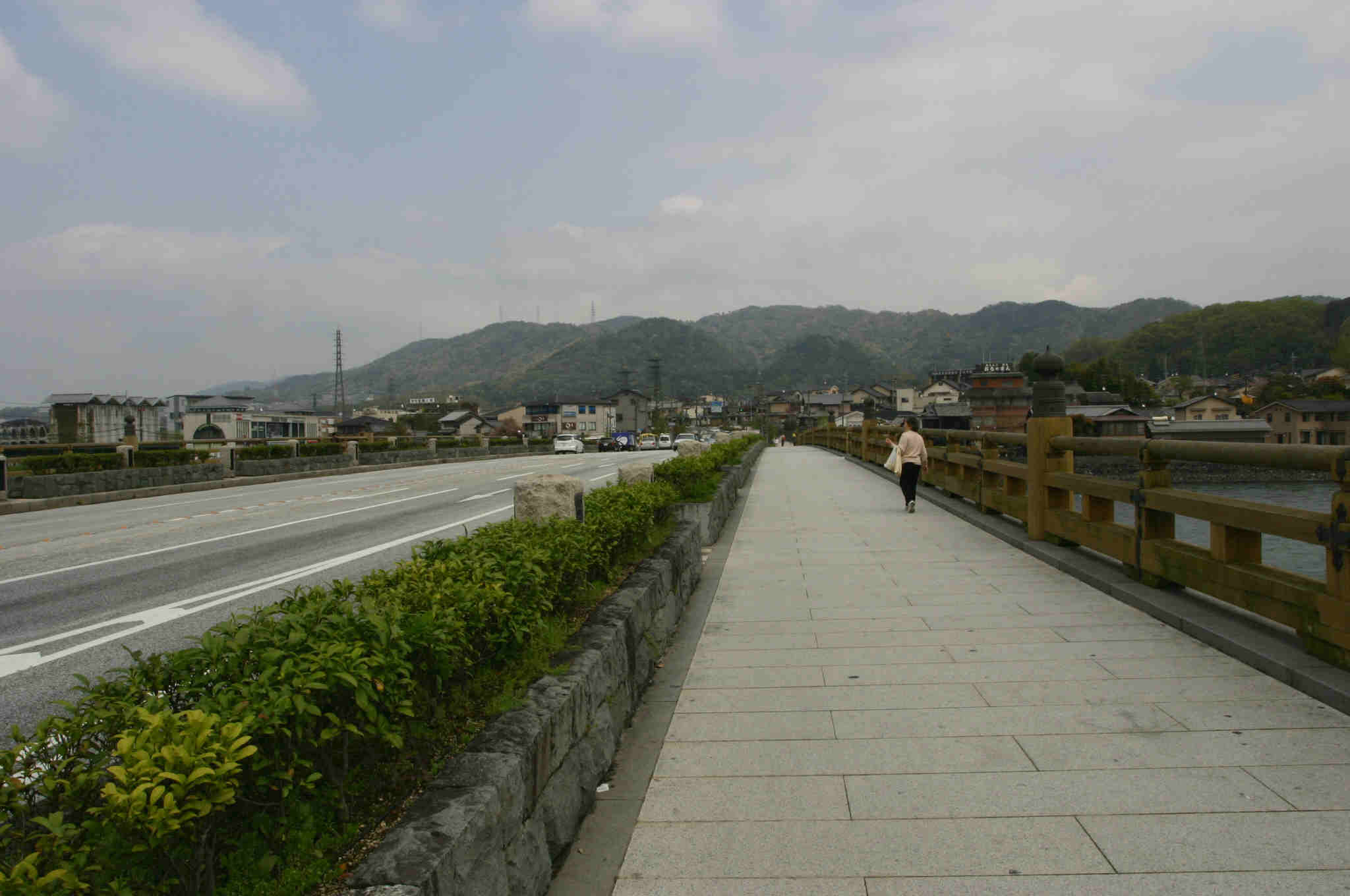
宇治橋東を望む
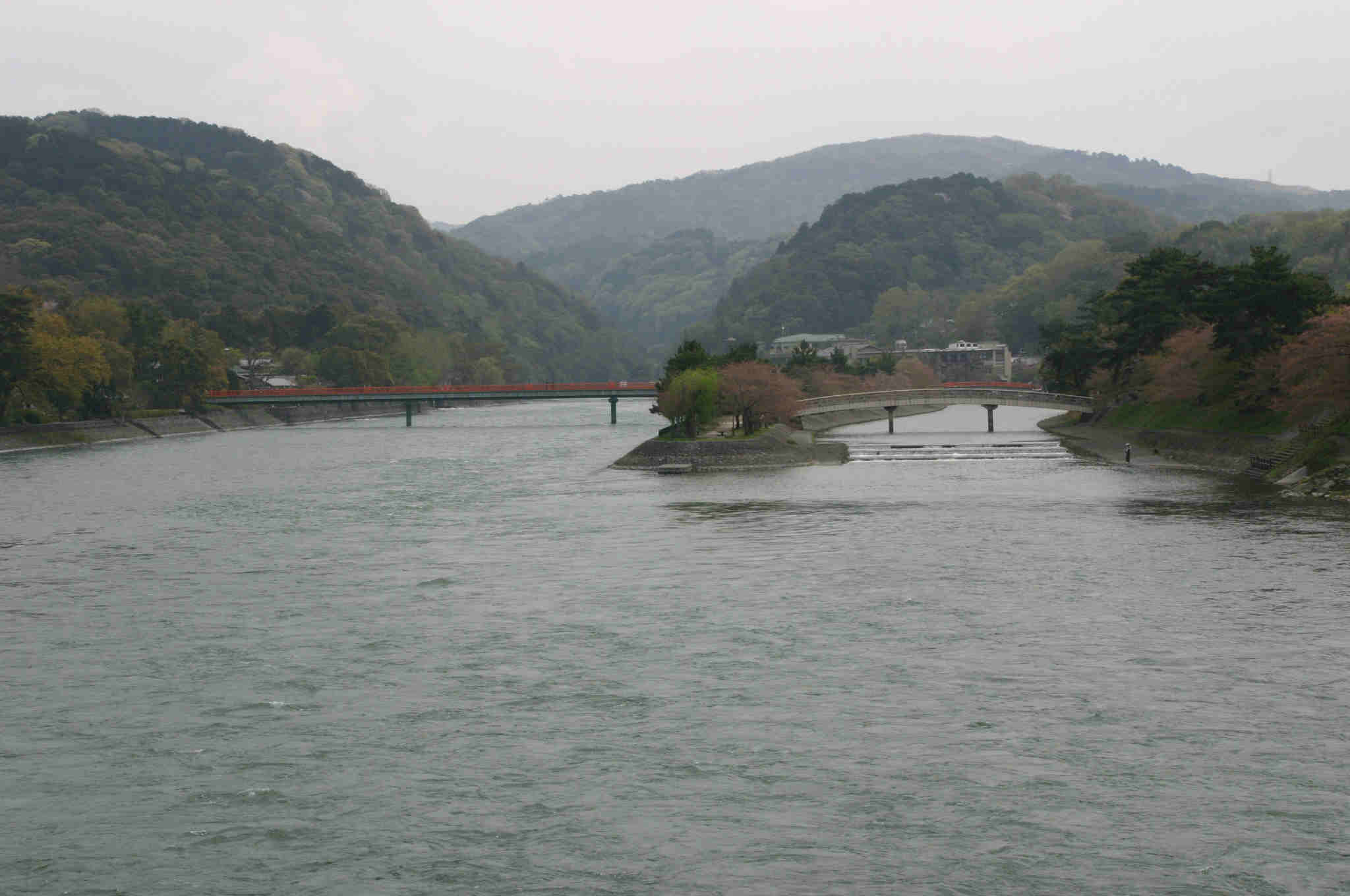
宇治橋から上流を望む
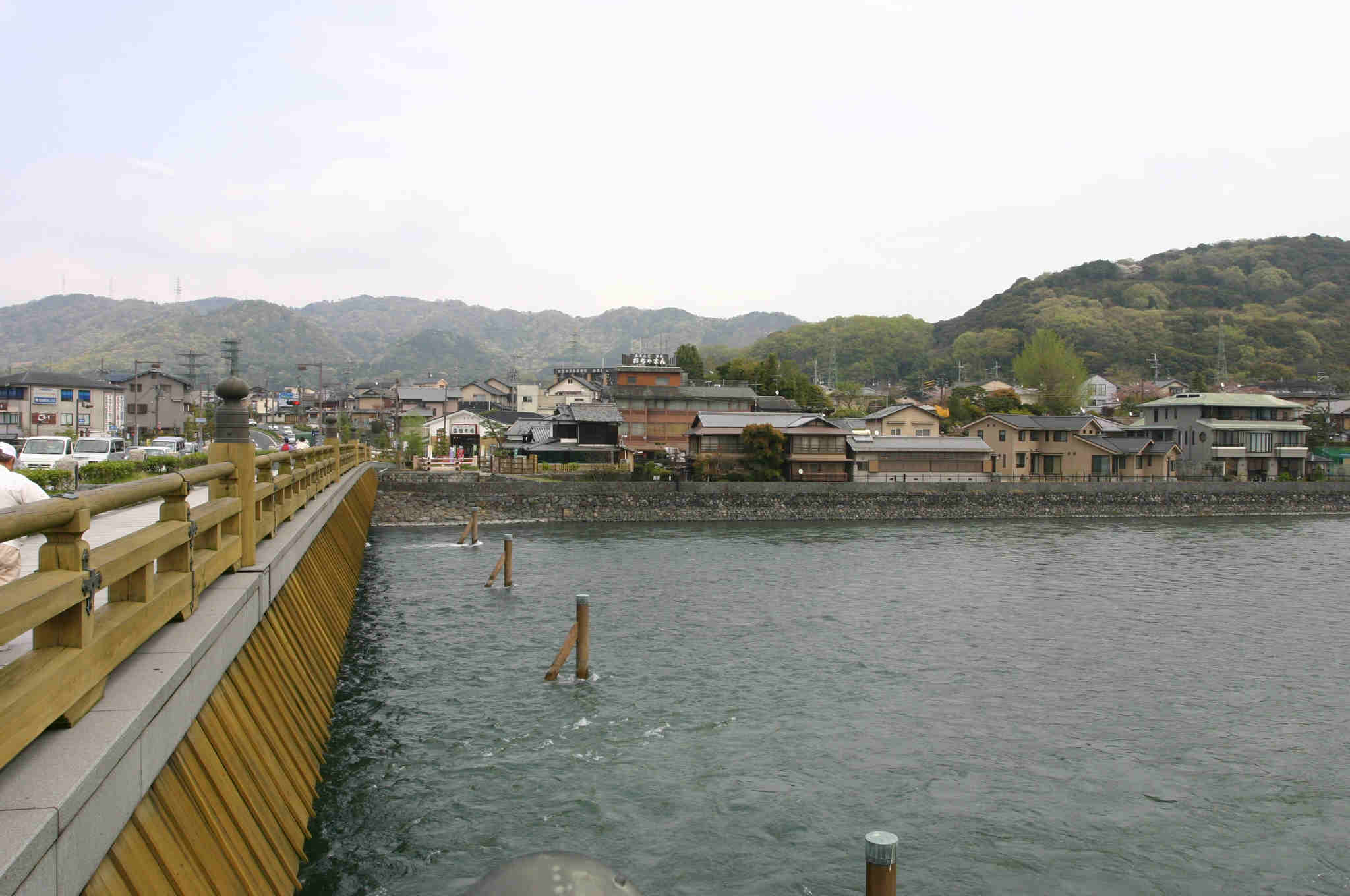
宇治橋張出しより東を望む
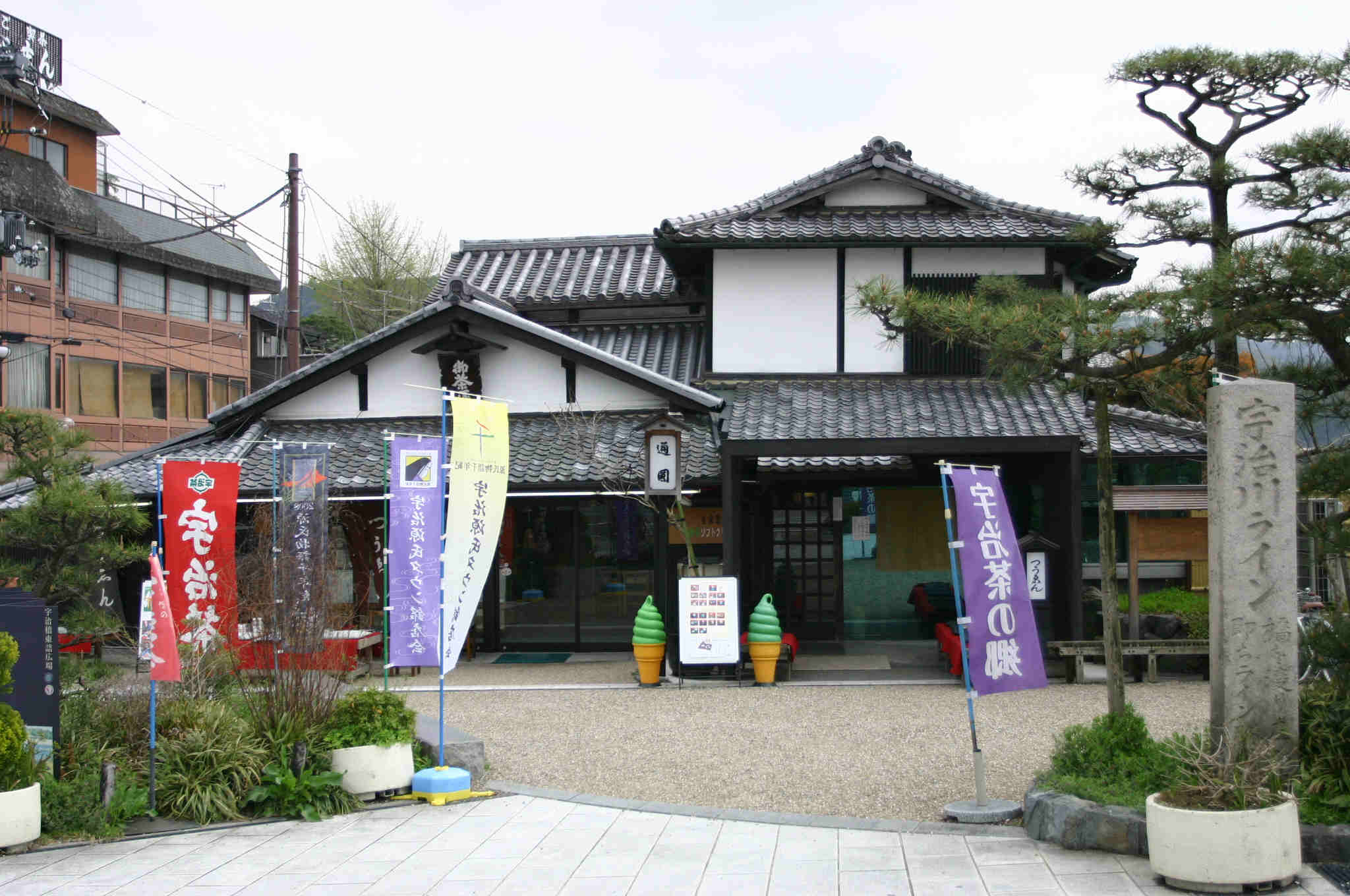
通圓茶屋
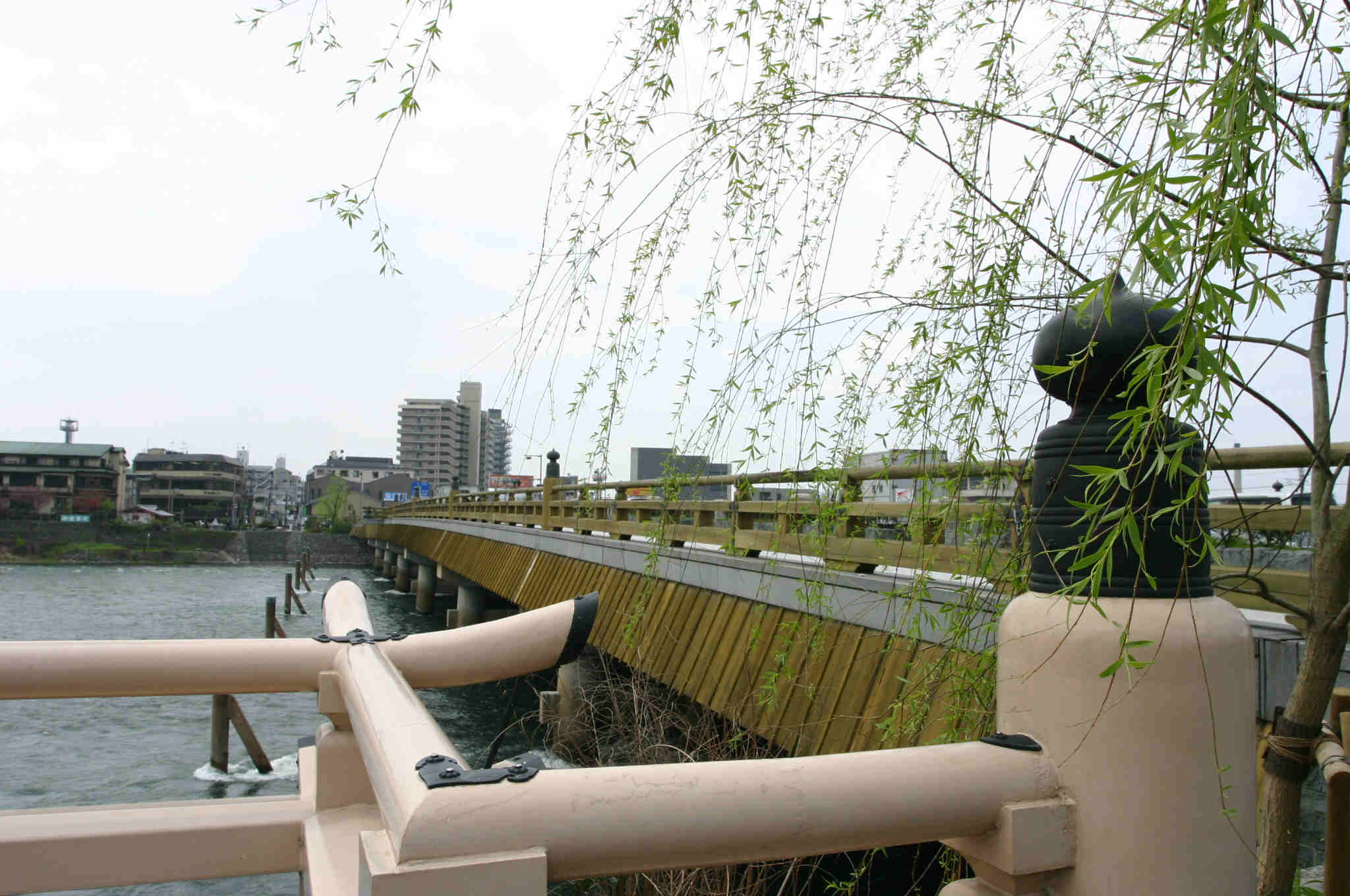
通圓茶屋より西を望む
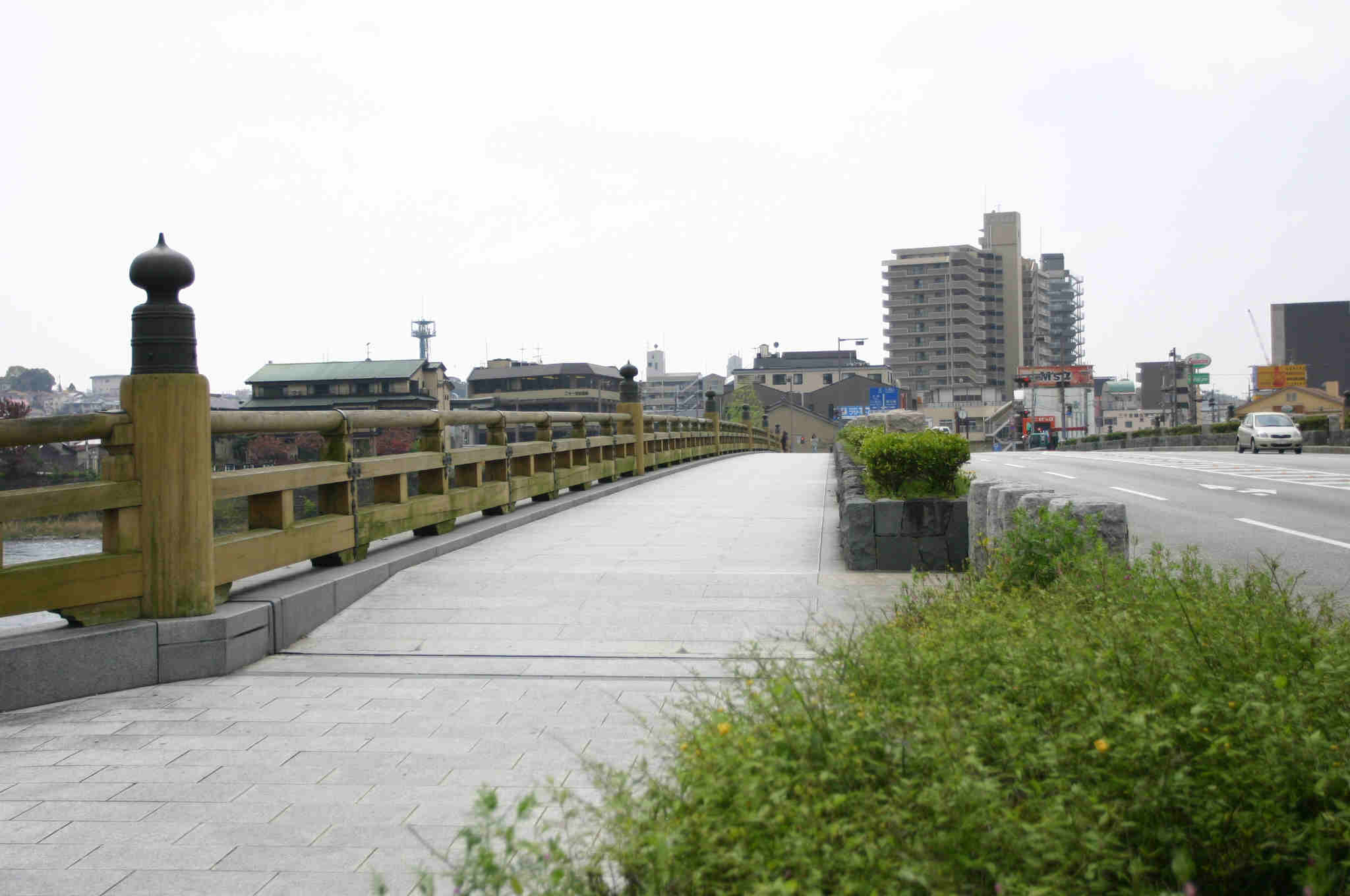
宇治橋東詰より西を望む
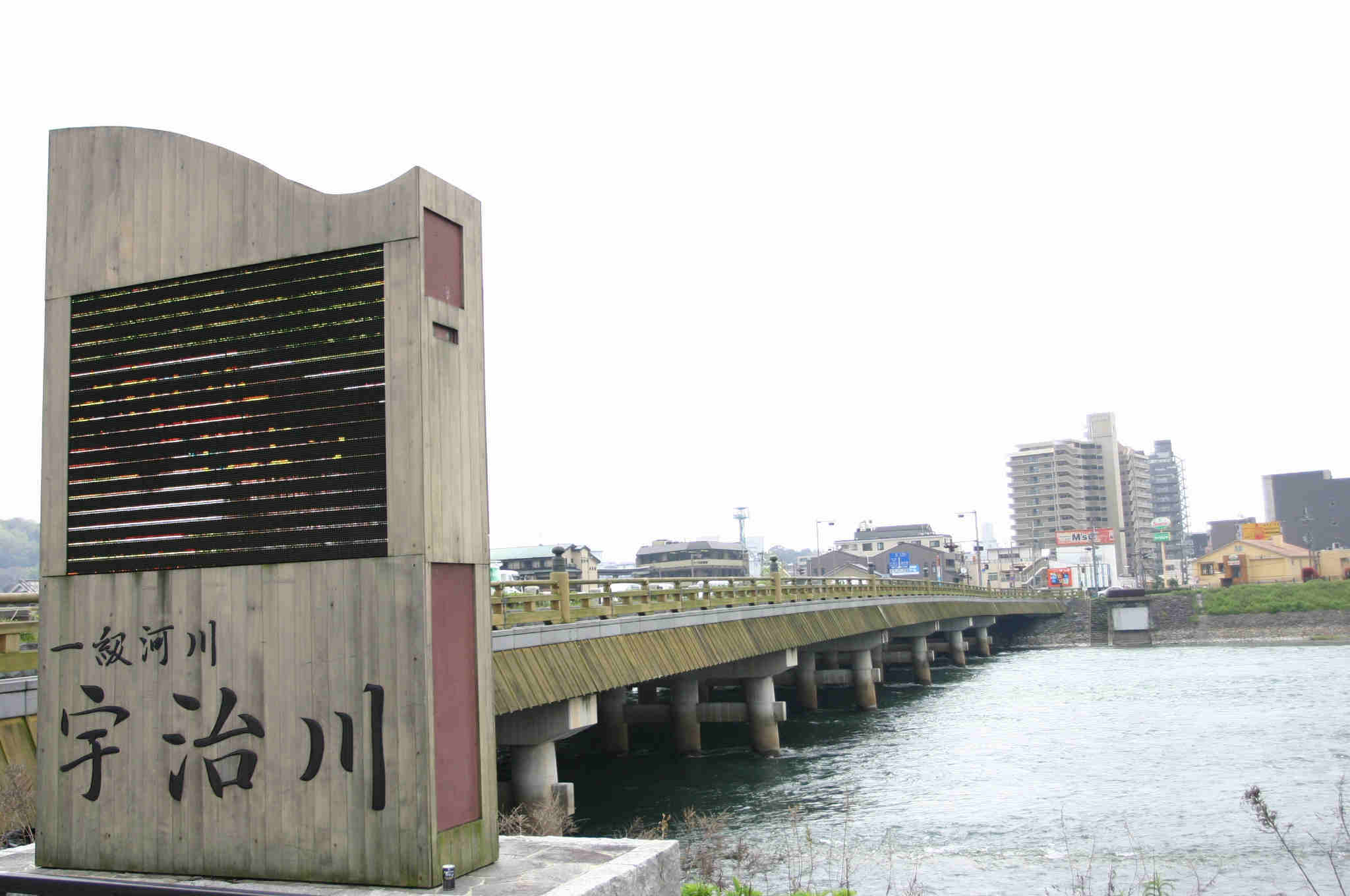
京阪宇治駅前より西を望む
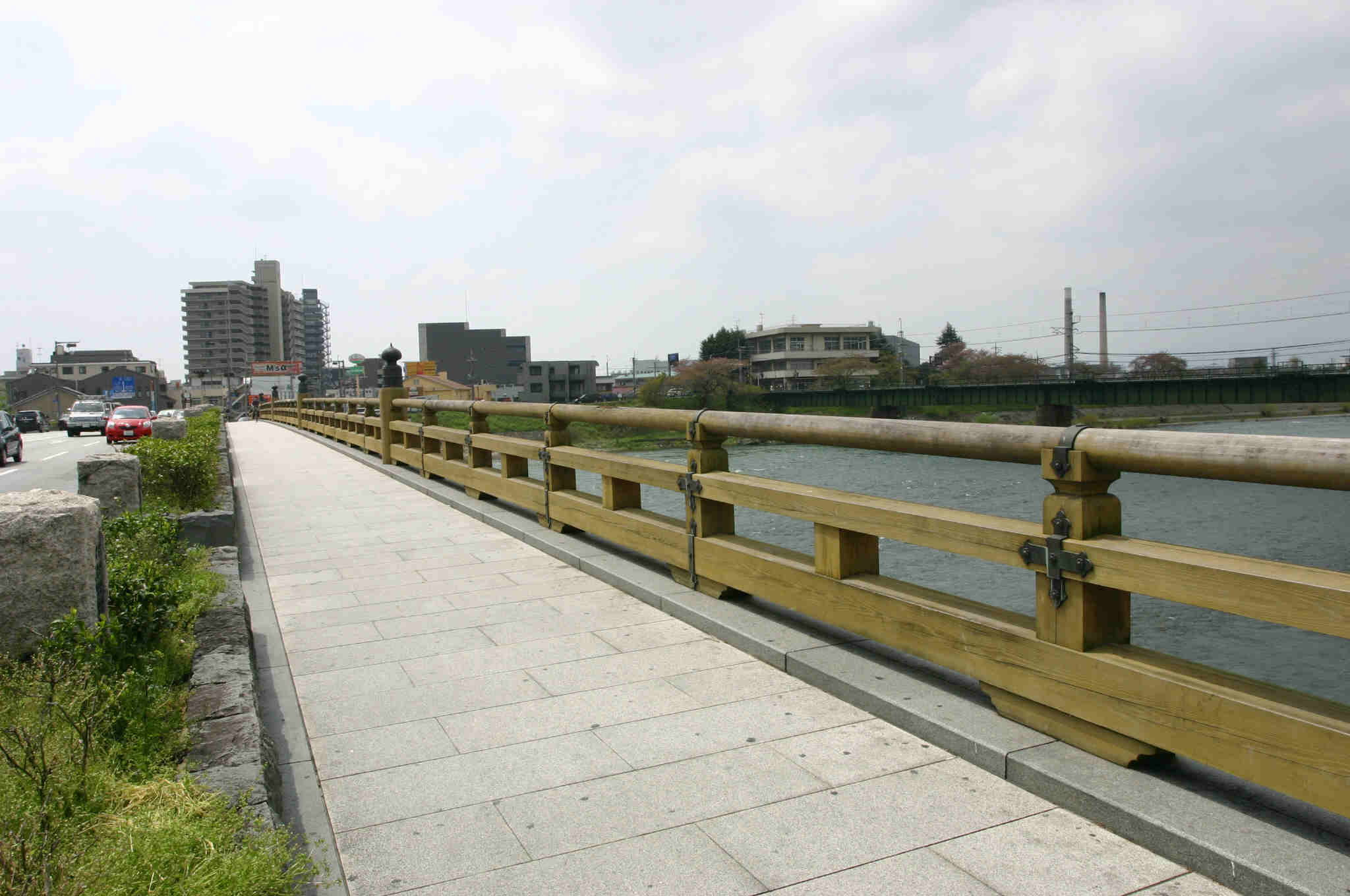
宇治橋東詰より西を望む